# ドッジボール
ドッジボール（dodgeball）は、子供の顔くらいの大きさのボール（多くはバレーボールなど）を使い、相手の頭部以外の身体にボールを当てるスポーツまたはゲーム。多くは2つのチームに分かれて大人数で行う。漢字では避球と表記する。主に小学校などで多く行われている。日本ドッジボール協会（JDBA）が設立されるまでは、スポーツというよりも、遊びの一つとして存在していた。そのため、様々なルールが各地の子供たち独特の感覚で決められ、近所の小学校であっても微妙な違いがあるなどした。
ドッジボールの名称は英語のdodge（素早く身をかわす）からきている。呼び方は地域などにより異なることがあり、「ドッチボール」や「ドッヂボール」などと書かれることもある。

## 歴史
日本ドッジボール協会によれば、発祥はイギリスという説もあり、原型は1900 - 40年頃であるとされている。1909年（明治42年）、「可児徳と坪井玄道によって円形デッドボールという名称で日本に初めて紹介された」と同協会はしているが、実際には可児と坪井がドッジボールを伝えた同年刊行の『小學校運動遊戯』には「ドッヂボール」と書かれている。同書に掲載のルールは4種類あり、次の通りである。（「ルール1」等の名称は説明のために便宜上付けたもので、『小學校運動遊戯』中の表現ではない。）
- 共通事項：競技人数は20 - 60人、使用するボールは大ゴム球（バスケットボールまたはフットボール）、対象は小学5年生以上[3]
- ルール1[4]

1. 参加者を甲乙2組に分け、甲組は円形に整列し、乙組は円内の任意の位置に付く。
2. 甲組は円内の敵にボールを投げ、当てようとし、乙組は当てられないように走ったりボールを避けたりする。
3. 甲組は交互にボールを投げ、円外にボールが出た場合は拾いに行って味方にパスする。
4. 乙組はボールに触れてはならない。触れた場合はアウトになり、円外に出て甲組に加わる。
5. 甲組は円内にボールを拾いに行くことはできるが、円内から投げたボールが敵に当たってもアウトにはならない。
6. 乙組の全員が当てられるまで続け、最後に当てられた人を乙組の勝者とする。
7. 攻守交代し、甲組の全員が当てられるまで続け、甲組の勝者を決定する。
8. 甲乙の両勝者のみを円内に入れ、他の参加者全員でボールを投げて当てようとし、当てられなかった方を総合優勝とする。

- ルール2[5]

1. 基本的にはルール1に準じるが、当てられた人は甲組に加わらず、乙組全員を当てるまでの時間を計測する。
2. 攻守交代し、甲組全員を当てるまでの時間を計測する。
3. 全員を当てるのにかかった時間の短い方の組を勝利とする。

- ルール3[6]

1. ルール2で3 - 5回戦行い、合計時間の短い方の組を勝利とする。

- ルール4[7]

1. 2つの円を用意し、甲組・乙組それぞれが円形に整列する。
2. 甲組・乙組それぞれ5 - 7人を敵の組の円内に送る。
3. 甲組・乙組が同時にボールを投げ始め、先に円内の敵を全員当てた方の組を勝利とする。

可児徳は1913年（大正2年）に矢島鐘二と共著でデッドボールのルールを紹介している。（この頃にはデッドボールという名称が一般的であった。）
1. 参加者を甲乙2組に分け、甲組は円形に整列し足元に自身が入るだけの小円を描き、乙組は円内の任意の位置に付く。
2. 甲組は円内の敵にボールを投げ、当てようとし、乙組は当てられないように逃げ回る。甲組は小円から出てはいけない。
3. 当てられた乙組の者は円外に出て整列し、全員を当てられるまでの時間を計測する。
4. 攻守交代し、甲組全員を当てるまでの時間を計測する。
5. 全員を当てるのにかかった時間の短い方の組を勝利とする。

1917年（大正6年）に永井道明が方形のコートを伝えた。永井はドイツ・ベルリンの小学校でたまたま子供たちが楽しそうに方形のコートで行っているのを見かけ、これを伝えたのであった。ベルリンの小学校では室内競技として行われていたが、永井は日本の国情には屋外の方が適していると考え、屋外競技に変更した。また事あるごとに講習会や実地授業などの場で指導し、普及に努めた。さらに2度目の欧米外遊の際に更なる研究を行い、日本に帰国後、自身が会長を務める東京府体育研究会で1年4か月かけて議論を重ね、1924年（大正13年）に「デッドボール競技規定」を制定、防御側の選手がボールを受け取ることができるルールに改良した。こうしてドッジボールは「日本独自の球技」となり、この意味ではドッジボールの考案者は永井道明ということになる。東京府体育研究会の制定したルールは次の通り。
1. 1チームは20人とし、15人を内野に、5人を外野に配置する。
2. 審判員がコート中央のセンターサークルでボールを真上に投げ上げ、競技を開始する。
3. ボールを取ったものは相手チームの選手に当てるか、味方にパスする。
4. ボールを取ったものは5秒以上ボールを保持してはいけない。また3歩以上歩いたり2回以上ジャンプしてはならない。
5. ボールに当てられた者はデッド（アウト）となり、外野に出る。ただし、1回の投球で2人以上当たった場合は最初に当たった1人のみ外野に出る。
6. 外野の人が相手チームの内野を当てた場合は内野に復活する。
7. どちらかのチームが全滅するか、競技時間が20分経過した場合は終了となる。
8. ここまでが1ハーフで、コートを交代してもう1度競技を行う。
9. 2度の競技で内野に残っていた人数の合計が多い方のチームを勝利とする。

1926年（大正15年）5月、「学校体操教授要目」の改正に際し、大谷武一はデッドボールと呼ばれていたこの競技を「ドッヂボール」に改名した。また、可児・坪井らが伝えたものを「円形ドッヂボール」、永井が伝えたものを「方形ドッヂボール」と呼んだ。なぜ大谷がドッヂボールに改名したのかは不明であるが、デッド（dead=死）という語から来る忌避感、現代風に言えば言葉狩りであるという説がある。理由はともかく、後世にはデッドボールではなくドッジボールの名が残ることとなる。
1937年（昭和12年）発行の佐々木等著『学校球技』では、「避球（ドッヂボール）」として掲載されている。この中で避球の教育的効果は「協同の精神と協同の動作とを練磨し、身体の敏捷さを増し、相手の動きに対する判断を正確にすること」と述べられている。同書の中で佐々木は「円形避球」を小学3・4年生向き、方形避球を小学5・6年生向きとし、「首から上に当ててはいけない」、「初心者のうちは人に直接当てず、地面にバウンドさせて人に当ててもよい」、「熟練したら内野の人がボールを受け止めてもよい」というルールを紹介している。

## おおまかなルール
- 長方形のコートを二分し、それぞれのチームの陣地とする。原則的に自分の陣地から出るのは禁止（後述するスーパードッジの場合はアウトにはならず、ボール支配権がかわる）。
- 自分の陣地の中（「内野」とも言う）と、相手のコートの周囲（「場外」「外野」とも言う）に人を配置する（外野を配置せずに開始する場合もある）。
- 攻撃（ボールの支配権を持っているチーム）

敵陣の中に向かってボールを投げ、中にいる人に当てる。
- 守備（ボールの支配権を持っていないチーム）

陣地内では、相手の投げたボールに当たらないように逃げる。もしくは受け止める。ボールを当てられた人はアウトとなり、場外へ出る。
当たってもバウンドする前に当人が捕球した場合はセーフ。バウンドする前に他人が捕球した場合はセーフ（アシストキャッチ）であったり、受け取れなかった人間のみアウトにするなどさまざまなルールがある。又は、ノーバウンドで2人以上に当たった場合、最初に当たった人のみがアウトになるルールや、当たった人全員がアウトになる（ダブルアウト）ルールがある。また、当たった人からバウンドし相手側のチームの人に当たった場合、アウトになるのは相手の人のみ(最後に当たった側のチーム)ルールもある。ただし、一度地面でバウンドしたボールに当たった場合はアウトにならない。アウトになった状態の人が場外に出る前にボールに触れることは原則禁止であるが、故意に触った場合、「死人ボール」として相手ボールになるルールも存在する。
- 攻守の入れ替わり

ボールを受け止める、もしくはワン・バウンドボールを拾うと、ボールの支配権が入れ替わるため、攻守が入れ替わる。
- 復活

場外の人が敵にボールを当てた場合は、当てた人自身が自分の陣地内に戻ることができる。また、1回のゲームにつき1度だけ誰か一人まで復活できるというルールもある。ゲーム開始から場外にいる場合（元外）は、自分のチームにボールを当てられた人が出た時に、1度だけ交代で陣地の中に入れるというルールもある。ただし、このルールが公式戦で用いられる事は稀である。また後述するスーパードッジのように、一度場外に出ると二度と自分の陣地内に戻れないルールも存在する。
- 相手の陣地に人間がいなくなったら、パーフェクトゲームとなり、勝ちとなる。
- 制限時間が存在する場合は内野（または外野）の人間の数の多寡で勝負を決する。特に外野の人数が多い方が負けとなる。

ボールを強く当てすぎて怪我をしないように、顔面や肩から上などに当てることを禁止し、当たった場合はノーカウントとなる場合もある（いわゆる「顔面セーフ」ルール）。
ボールを2個使用する“ダブルドッジ”というものも存在する。ダブルドッジでは、相手から投げられたボールを、自分のボールに当ててはね返した場合、セーフとするルールも存在する。
ボールの代わりに“ドッヂビー”とよばれるやわらかいフライングディスクを用いることがある。これは、顔面に当たっても痛くないことや、強く投げても速度が遅いために、老若男女が混合したチームでもハンデなしで試合を行うことができる。
コートを二分せずに長方形のコートをそのまま内野、その外側を外野とする「中当て」というドッジボールの亜種も存在する。

### 禁止事項

#### ファール
基本的にファールを犯した場合、相手ボールになる。
- ダブルパス…内野同士または外野同士でボールを渡してはいけない。
- ジャンパーアタック…ジャンパーへ第1投の攻撃をしてはいけない（ただし、ジャンパーが故意に第1投に触れた場合を除く）。
- ジャンパーキャッチ…ジャンパーが第1投を捕ってはいけない（サドンデス時に内野が1-1の時はセーフ）。
- オーバーライン…投球時、捕球時にラインを踏んではいけない。
- キープ・フォー・ファイブ（オーバータイム）…ボールを取った場合は5秒以内に投げなければいけない。
- ホールディング…相手コートにあるボールをかき寄せてはいけない。
- タッチ・ザ・ボディ…相手選手に故意に触れてはいけない。
- ヘッドアタック…顔面や頭部を故意に攻撃してはいけない。
- ファイブパス…内野・外野のパス回しは4回まで。5回以上パス回ししてはいけない。
- フライングスロー…審判のホイッスルより前に投球してはいけない。
- イリーガル・キャッチ（スロー）…バレーのトスやレシーブのように、ボールを一回バウンドさせて捕球あるいはアタックしてはならない（パスカット時に行った場合はアウトプレイとして外野へ行く）。
- アウトプレイ…アウトになり、内野から外野へ移動する際、相手の内野コートを横切って移動してはならない。

#### その他
- 外野がアウトを取った後、そのボールに触った場合、内野へ戻れない。
- 内野・外野への移動はコートの外側を通らなければならない。
- アシストキャッチ…味方が相手プレイヤーからの投球をはじいた時、ボールが地面に付く前に味方もしくは自分が捕ればセーフ。

### JDBAのドッジボールルール
- 外野から当てれば戻れるが、例外もある。(内野復帰権の行使等)
- ゲーム開始から外野にいた者も、勝手に戻って良い。

## ドッジボールから派生した競技

### スーパードッジボール
- 長方形のコートを二分し、それぞれのチームの陣地とする。原則的に自分の陣地から出るのは禁止。なお、スーパードッジの場合は自陣から出てもアウトにはならず、ボール支配権が変わる。
- 自分の陣地の中（「内野」とも言う）と、相手のコートの周囲（「場外」「外野」とも言う）に人を配置する。
- 攻撃 - 敵陣の中に向かってボールを投げ、中にいる人に当てる。
- 守備 - 陣地内では、相手の投げたボールに当たらないように逃げる。もしくは受け止める。ボールに当てられた人はアウトとなり、場外へ出る（当たってもバウンドする前にほかの人が受け取る。又は、自分がとった場合はセーフ）。ただし、一度地面に着いた「ワン・バウンド」ボールに当たった場合はアウトにならない。また、スーパードッジの場合複数人が当てられた場合は、最初に当てられた人のみアウトになる。子育連の親善競技などでは複数人アウトになる。
- ボールを受け止める、もしくはワン・バウンドボールを拾うと、攻守が入れ替わる。
- 復活 - 場外の人が、敵にボールを当てた場合は、自分の陣地内に戻ることができる。また、はじめから場外にいる人（元外）は、自分のチームにボールを当てられた人が出た時に、1度だけ交代で陣地の中に入れるというルールもある。但し、このルールが公式戦で用いられる事は稀である。
- 相手の陣地に人間がいなくなったら、パーフェクトゲームとなり、勝ち。制限時間が存在する場合は内野の人間の数の多寡で勝負を決する。

また、下記『炎の闘球児 ドッジ弾平』の内容を元にした「スーパードッジボール」ルールもある。主な相違点は、
- 用語の違い‐通常のドッジボールにおけるアウトを、スーパードッジボールの場合は「ヒット」と呼ぶ。
- 人数 - 内野4人、元外3人の7人制。
- 復活ルールが存在せず、ヒットされると二度と陣地へ戻れない。ただし元外の人のみは、ヒットされた人と交代で陣地に入ることができる。そのため、ヒットされた人とされていない人を判別するハチマキの着用が義務付けられており、ヒットされた人はハチマキを外さなければならない。
- ボールを持ったチームは、ボールを得てから（パス回しの時間も含め）30秒以内に相手コートの内野に投げなければならない（『ドッジ弾平』作中では「ショット」と呼ぶ）。
- 一度に複数人ヒットが有効である。
- 顔面に当ててもヒットになる。

といった、攻撃的で短期決戦のルールに改められている。「闘球」の漢字を当てることで、攻撃重視を強調している（なお闘球とは本来ラグビーの訳語である）。

### てんか・かたき（通称）
- 基本的にコートは決まっておらず、競技者のボールが届く範囲で主に壁、柵、道路などによって区切られる。
- 人数はあまり多くなく10人くらいがちょうど良い。
- 全員が1対複数で、チームを作ることはない。
- ボールを持って歩けるのは3歩以内。
- 相手が投げた球に当たるとアウトになる。しかし、相手が3歩より多くあるいて投げた球、もしくはワンバウンドした球は当たってもセーフになる。
- アウトになったプレーヤーはプレーができなくなり、プレーの邪魔にならないようにする（範囲が決まっている場合は外に出る等）。
- アウトになったプレーヤーは、自身を当てた相手プレーヤーがアウトになるとプレーを再開できる。この行為が仇討ちに似ていることから、「かたき」の名称もある。

例：「プレイヤーA」が「プレイヤーB」に当てられてアウトになると、「プレイヤーA」はゲームから外れ、待機する。その後、「プレイヤーB」が他のプレイヤーに当てられてアウトになると、「プレイヤーA」は復活する。
- プレーヤーが当たったかどうかは第三者が判定をする。
- 全員が一人にあてられたらその時点で終了。その後続けるかどうかは時間と天候と気分による。

ゲームの進め方
1. ボールを蹴る、上に投げるなどして最初にとった人から始める。
2. とった場所（範囲がある場合はそこに一番近い端）からボールを投げてゲームが始まる。
3. 上記のルールに従ってゲームを進行する。

所によって、5回当てられるとプレイができないなどのルールがある。
呼称
通称の「てんか」は、「がんばこ」とも呼ばれるボールを使った別種の遊戯の別称「てんかおとし」と類似し重なっている。いずれも広く一律に定まった呼称はない。

### 王様ドッジ
- 基本的なルールはドッジボールと同じである。
- 王様担当の人は鉢巻などの目立つものを装備する。

ゲームの進め方
1. 1チームの人数は最低6人ほど。
2. 開始は公式ルールと同じである。
3. 普通のドッジボールと同じ要領で進めて、王様が当てられたチームが負けとなる。
4. 開始早々王様を狙うのは禁止、した場合はその者が退場（セルフルール）
5. 同じ人を連続で狙うのは禁止、した場合は行った者全員が退場（セルフルール）
6. 制限時間制の場合は、時間が過ぎるまで王様が逃げ切った場合は、勝ちとなる（たとえ王様一人でも）
7. 双方の王様が残っている場合は、外野の人数が少ない方が勝ちとなる（公式ルール）

### 戦争ドッジ
- 外野が存在しないなど以外は、ドッジボールとルールは同じ。

ゲームの進め方
1. 人数は通常のドッジボールと変わらない。
2. 相手チームのボールが当たった際は、相手チームに入る（外野には行かない）。
3. 内野から出た場合、ボールに近いチームの誰かが取りに行く。
4. 相手チームを全滅させた場合、勝利となる。
5. タイムオーバーとなった場合は、残った人数の多いチームが勝利となる。

## 問題提起
フェミニストの勝部元気がTwitter（現・X）で「ドッジボールを学校でやらせるのを早く禁止するべき。他人にボールをぶつける野蛮なスポーツであり、イジメにも繋がりやすいことを考えれば、義務教育で全員参加させるべきではない」「暴力性が強く、運動が苦手な人は恐怖心に苛まされるし、イジメに繋がることも多いし、実際に加害精神で相手にボールをぶつける人も多く、子供の心に大きな傷を与えるもの」と投稿し、インターネット上で賛否両論を呼んだ。実際に、2019年（平成31年/令和元年）現在の日本では「いじめにつながる」との理由からドッジボールを禁止する小学校が存在し、ボールを転がして当てる「コロコロドッジボール」に切り替えた学校もある。また同年には、カナダのブリティッシュコロンビア大学の教授が「非人間的で、人間に害を及ぼす」として教育の場からドッジボールを廃止すべきとする論文を公表した。
なお、ドッジボールを日本に伝えた1人である可児徳が著者に入っている『理論実際 競技と遊戯』では、ボールを強く投げることを禁止し、なるべく軽く投げるよう注意する、と注意点を挙げている。

## ドッジボールを扱った作品

### 漫画
- 炎の闘球児 ドッジ弾平（こしたてつひろ）
  - 炎の闘球女 ドッジ弾子（こしたてつひろ）
- 平成学園DC 爆風ドッジ（森浩美・村上としや）
- がんばれ!ドッジファイターズ（村上としや・斉藤むねお）
- HUNTER×HUNTER（冨樫義博）
- はずんでキャッチ（富所和子）
- 団地ともお（小田扉） 19巻 第3話
- ドドドドドッジ!（勝見直人）

### 映画
- ドッジボール - 2004年 アメリカ映画
- ドッジGO!GO! - 2002年 日韓合作

### ゲーム
- 熱血高校ドッジボール部 - テクノスジャパンのアーケードゲーム。くにおくんシリーズの一つで、ファミリーコンピュータなど多数の機種に移植・リメイクされている。
- ドッジボーイ（トンキンハウス）（ゲームボーイ、1991年12月6日発売）
- 炎の闘球児ドッジ弾平
  - ファミリーコンピュータ版（サンソフト） 1992年3月28日発売
  - スーパーファミコン版（サンソフト） 1992年7月31日発売
  - ゲームボーイ版（ハドソン） 1992年4月24日発売
  - メガドライブ版（セガ） 1992年7月10日発売
  - ゲームギア版（セガ） 1992年8月7日発売
  - PCエンジンHuCARD版（ハドソン） 1992年9月25日発売
- 炎の闘球児ドッジ弾平2（サンソフト）（ファミリーコンピュータ、1993年3月26日発売）
- バトルドッジボール 闘球大激突!（バンプレスト）（スーパーファミコン、1991年7月20日発売）
- バトルドッジボール（バンプレスト）（ゲームボーイ、1992年10月16日発売）
- バトルドッジボールII（バンプレスト）（スーパーファミコン、1993年7月23日発売）
- サイバードッジ（トンキンハウス）（PCエンジン、1992年7月31日発売）
- GO!GO!ドッジリーグ（パック・イン・ビデオ）（スーパーファミコン、1993年9月24日発売）
- ドッチDEボール!（ユーメディア）（PlayStation、1998年5月14日発売）
- 爆熱ドッジボールファイターズ（アトラス）（ゲームボーイアドバンス、2001年3月21日発売）
- SIMPLE1500シリーズ Vol.76 THE ドッヂボール（ディースリー・パブリッシャー）（PlayStation、2001年10月25日発売）
- SIMPLEキャラクター2000シリーズ 魁!!男塾 THE 怒馳暴流（ドッチボール）（バンダイ）（PlayStation、2002年8月29日発売）
- 虹色ドッジボール 乙女たちの青春（アトラス）（PlayStation、2002年12月12日発売）
- SIMPLE 2000シリーズVol.46 THE ドッヂボール（ディースリー・パブリッシャー）（PlayStation 2、2004年4月22日発売）
- がんばれ!ドッジファイターズ（バンダイ）（ゲームボーイアドバンス、2005年1月27日発売）
- Robot Roller-Derby Disco Dodgeball（コンピュータゲーム、2015年2月19日リリース）